# Caerano di San Marco
Caerano di San Marco – miejscowość i gmina we Włoszech, w regionie Wenecja Euganejska, w prowincji Treviso.
Według danych na rok 2004 gminę zamieszkiwało 7026 osób, 585,5 os./km²